# Измайлов, Валерий Альбертович
Валерий Альбертович Измайлов (род. 30 мая 1962) — заслуженный тренер России, тренер юношеской сборной команды СССР по плаванию с 1989 года, тренер сборной команды России по плаванию с 2010 года.

## Биография
Валерий Измайлов родился 30 мая 1962 года в Санкт-Петербурге. Окончил Санкт-Петербургскую государственную академию физической культуры им. П.Ф.Лесгафта  и начинал свою карьеру в тренерской работе в середине 1980-х годов. С того времени его путь в плавании был долгим и успешным, он стал не только наставником, но и автором собственной системы подготовки спортсменов.
В 1989 году Валерий Измайлов был приглашен в юношескую сборную СССР, а спустя несколько лет приступил к созданию системы подготовки, которая продолжает приносить высокие результаты.

## Карьера
Стаж работы Валерия Измайлова по специальности перевалил за 40 лет. Он тренировал пловцов, которые становились рекордсменами мира, призерами и чемпионами на международной арене, включая чемпионаты мира, Европы, Всемирные Универсиады и Юношеские Олимпийские Игры. Среди его воспитанников два заслуженных мастера спорта, а также восемь мастеров спорта международного класса.
Под его руководством подготовлены спортсмены, которые добивались высоких результатов, таких как победы и призовые места на крупных международных турнирах и Первенствах Европы и мира. В его команде были также участники Олимпийских игр и Европейских игр, что подчеркивает высокий уровень тренерской работы.

## Лучшие ученики
В числе лучших учеников Валерия Измайлова — несколько спортсменов, добившихся успехов на международной арене:
- Андрей Шабасов — двукратный чемпион мира по плаванию на короткой воде. Экс-рекордсмен мира
- Дарья Устинова — член национальной сборной России с 2013 года[5]. Экс-рекордсмен мира. Многократный чемпион и рекордсмен России[6]. Участница финальных заплывов Олимпиады-2016.
- Дарья Карташова — мастер спорта России международного класса, многократный призер чемпионатов Европы, победитель этапов Кубка мира, многократный победитель чемпионатов России
- Роман Шевляков — мастер спорта России международного класса, чемпион мира в эстафете, чемпион Европейских игр.
- Антон Никитин — победитель Универсиады, многократный победитель национальных чемпионатов[7].

## Сопряженная деятельность
Кроме основной тренерской работы, Валерий Измайлов активно участвовал в бизнес-сфере. Он занимался приобретением и продажей объектов недвижимости, а также использовал коммерческие площади для сдачи в аренду. В его арсенале также организация и предоставление физкультурно-оздоровительных услуг.

## Семья
Семья играет важную роль в жизни Валерия Измайлова. Он активно поддерживает своего старшего сына, который учится в музыкальном училище. Валерий Альбертович считает, что важно вовлекать семью в спортивную деятельность, а поддержка близких — неотъемлемая часть успеха в спорте.

## Личная жизнь и хобби
Помимо тренерской работы, Валерий Измайлов увлекается стихотворчеством, а также рисованием. Он также активно развивает спортивную инфраструктуру, включая организацию и строительство спортивных лагерей, таких как база в Болгарии, которая используется для тренировок и оздоровительных программ.

## Достижения и награды
В 2017 году в знак признания успехов в тренерской деятельности Валерию Измайлову было присвоено почетное звание Заслуженный тренер России, отмечен Благодарностью Министра спорта РФ за вклад в развитие физической культуры и спорта в России.